# Yoshiki Fujimoto
Yoshiki Fujimoto (født 3. februar 1994) er en japansk fodboldspiller, som spiller for den japanske fodboldklub Ehime FC.